# Phygadeuon atropos
Phygadeuon atropos là một loài tò vò trong họ Ichneumonidae.